# Morgan Plus 4 Plus
Der Morgan Plus 4 Plus (alternativ Plus Four Plus oder +4+) ist ein zweisitziger geschlossener Sportwagen des britischen Automobilherstellers Morgan, der von 1963 bis 1966 produziert wurde. Der Plus 4 Plus war der erfolglose Versuch, Morgans traditionelles Chassis mit einer zeitgemäß gestalteten Karosserie zu verbinden. In drei Jahren verkaufte Morgan insgesamt nur 26 Fahrzeuge, die heute begehrte Sammlerobjekte sind.

## Modellgeschichte
Das 1909 gegründete Unternehmen Morgan aus Malvern Link hatte zunächst motorisierte Dreiräder (Threewheeler) im Programm, bevor es 1935 mit dem 4/4 sein erstes vierrädriges Fahrzeug auf den Markt brachte. 1950 erschien dann der Zweisitzer Plus 4. Die Grundkonstruktion des 4/4 überdauerte die nächsten Jahrzehnte mit nur geringfügigen Änderungen.
In den 1950er-Jahren wirkten Morgans Sportwagen technisch und stilistisch zunehmend veraltet; durch die freistehenden, geschwungenen Kotflügel etwa waren sie eindeutig als Autos aus der Vorkriegszeit erkennbar. Obwohl Morgan eine treue Fangemeinde hatte, ließ der Absatz der Wagen in dieser Zeit kontinuierlich nach. Auf der Suche nach einem Konzept für einen zeitgemäßen Sportwagen ließ sich Inhaber Peter Morgan von dem 1961 vorgestellten Coupé Debonair des britischen Bausatzherstellers E.B. beeinflussen, das in kurzer Zeit zahlreiche Käufer fand. Morgan beauftragte E.B. mit der Konstruktion einer nach damaligen Maßstäben modern gestalteten Kunststoffkarosserie für das traditionelle Morgan-Chassis.
Der Prototyp des Plus 4 Plus genannten neuen Morgan wurde im März 1963 fertiggestellt und nach einer Präsentation auf der Earls Court Motor Show der Presse zur Verfügung gestellt. Im gleichen Jahr begann die Serienfertigung. Der Verkauf verlief schleppend. 1966 wurde der 26. und letzte Plus 4 Plus hergestellt. Zu dieser Zeit lag der Produktionsschwerpunkt Morgans noch immer auf den offenen Sportwagen Plus 4 und 4/4, die optisch weiterhin dem Design der 1930er-Jahre entsprachen. An diesem Konzept hielt Morgan bis ins 21. Jahrhundert hinein fest. Das Scheitern des Plus 4 Plus brachte das Unternehmen vorübergehend in wirtschaftliche Schwierigkeiten.

## Beschreibung

### Technik

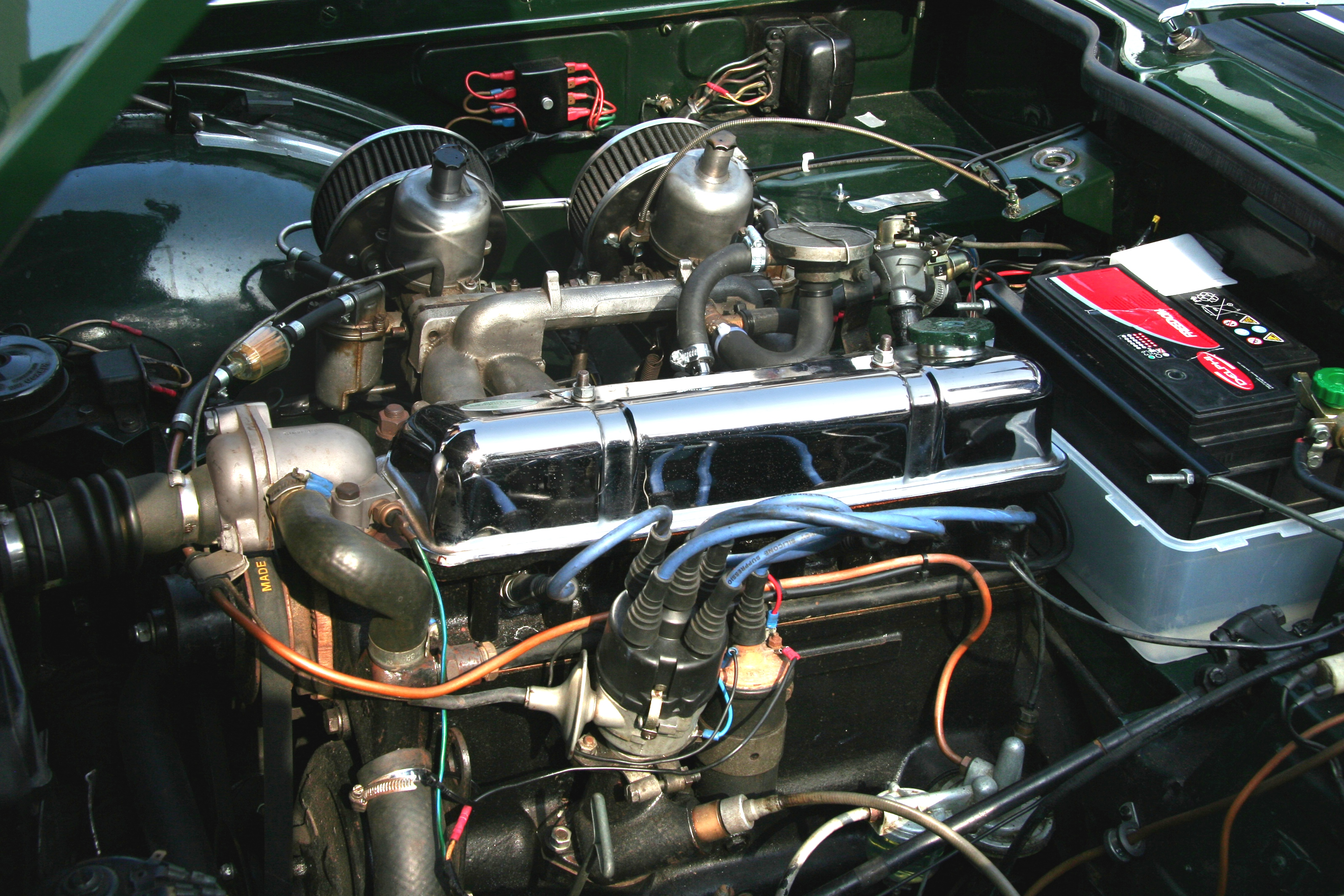
Vierzylindermotor aus dem Triumph TR4

Der Plus 4 Plus hat Morgans gewöhnlichen Rahmen, dessen Konstruktion auf die 1930er-Jahre zurückgeht. Seine vorn leicht nach innen gebogenen Längsträger aus Z-förmigen Stahlprofilen sind durch Querträger miteinander verbunden. Diagonal versteift wird der Rahmen durch den Wagenboden aus Sperrholzplatten, die an den unteren Flanschen der Träger befestigt sind. Die Rahmenträger gehen unter der Hinterachse durch (Underslung), daher sind sie unter der Achse etwas niedriger. Vorn sind die Räder einzeln aufgehängt. An jedem Radträger gibt es eine Gleitbuchse, die auf einer annähernd senkrechten Führungssäule läuft und von Schraubenfedern abgestützt wird. Die Säulen sind, wie auch das Lenkgetriebe, an einem vorderen Hilfsrahmen aus Rohren befestigt. Diese Konstruktion hatte Morgan bereits 1910 entwickelt. Die hintere Starrachse mit Teleskopstoßdämpfern ist an Längsblattfedern aufgehängt. Die Abstimmung ist hart.
Als Antrieb dient ein vorn längs eingebauter Reihenvierzylindermotor von Triumph mit 2138 cm³ Hubraum. Er hat eine OHV-Ventilsteuerung und ist mit zwei SU-Vergasern ausgestattet. Die maximale Leistung beträgt 82 kW (111 PS). Der gleiche Motor war unter anderem im Triumph TR4 erhältlich. Die Kraft wird über ein handgeschaltetes Vierganggetriebe von Moss, bei dem mit Ausnahme des ersten alle Gänge synchronisiert sind, auf die Hinterräder übertragen.

### Karosserie

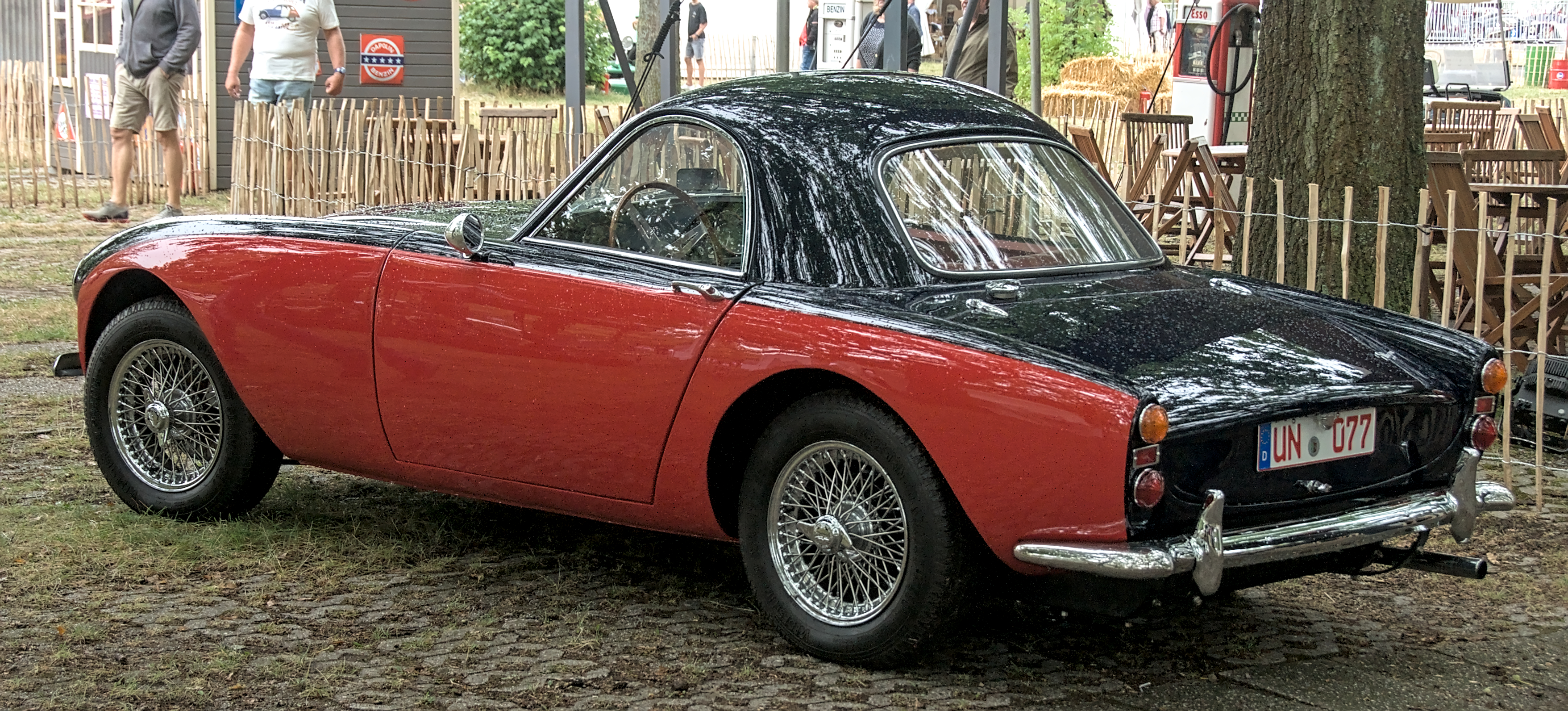
Blasenförmige Fahrgastzelle

Der Morgan Plus 4 Plus ist ein zweitüriges Stufenheckcoupé. Mit seiner Karosserie im Pontonstil, die bei Morgan selbst gestaltet wurde, hebt sich der Plus 4 Plus von allen bisherigen Morgans ab, die typischerweise frei stehende Kotflügel und seitliche Trittbretter haben.
Der vordere Überhang des Plus 4 Plus ist sehr kurz. Die Motorhaube ist lang; das folgt aus dem Umstand, dass der Motor vollständig zwischen der Vorderachse und der Fahrerkabine positioniert ist. Die vorderen Kotflügel münden in runde Scheinwerfer. Die Motorhaube fällt nach vorn in einem Schwung zur Stoßstange hin ab. Einige Autoren erkennen hier Designmerkmale des Austin-Healey 100, andere sehen Parallelen zum MGA. Hinten gibt es einen separaten Kofferraum und angedeutete Heckflossen. Ein besonderes Merkmal des Plus 4 Plus ist die knapp geschnittene Fahrgastzelle, die sich in der Form einer halben Blase über der Gürtellinie erhebt. Die unproportioniert wirkende Höhe des Aufbaus erklärt sich aus der überdurchschnittlichen Körpergröße von Peter Morgan.
Die Karosserie besteht aus glasfaserverstärktem Kunststoff. Sie wurde bei E.B. Tunstall, Staffordshire, hergestellt. Die Fenster sind aus Glas gefertigt.

## Fahrleistungen
Der Morgan Plus 4 Plus erreicht je nach Quelle eine Höchstgeschwindigkeit von 178 km/h (110 mph) oder 185 km/h.

## Preise und Produktion
Der Verkaufspreis des Morgan Plus 4 Plus lag 1963 bei 1.273 £ und entsprach damit dem des TVR Grantura Mark III und des Reliant Sabre. Ein Austin-Healey 3000 war 90, ein Triumph TR 4 etwa 200 £ günstiger.
Morgan baute 26 Fahrzeuge vom Typ Plus 4 Plus, von denen 2007 noch 23 Exemplare existierten. Wegen der äußerst geringen Produktion gilt der Plus 4 Plus heute als begehrtes Sammlerstück.
Als Grund für den Misserfolg des Morgan Plus 4 Plus wird der vergleichsweise hohe Kaufpreis genannt, der sich nicht in den Fahrleistungen des Autos widerspiegelt. Hinzu kommt die Kombination aus einem veralteten Chassis und einer modernen Karosserie, die polarisierte: Kunden, die keine Morgan-Anhänger waren, kritisierten das Fahrgestell als archaisch, während die Morgan-Enthusiasten von dem zeitgenössischen Aussehen des Autos abgeschreckt wurden. Dementsprechend wird teilweise behauptet, der Plus 4 Plus sei an der Einstellung von Morgans Kundschaft gescheitert:

“The antiquated sports cars that emerged from the Malvern Link factory were exactly what the company’s customers wanted. So whenever Morgan attempted to modernize, it would meet failure.”

„Die antiquierten Sportwagen, die aus der Fabrik in Malvern Link kamen, waren exakt das, was Morgans Kundschaft wollte. Deshalb musste jeder Versuch der Modernisierung scheitern.“

## Bedeutung des Plus 4 Plus
Einige Autoren halten den Plus 4 Plus für ein Auto, das ungeachtet seines Misserfolgs eine wichtige Rolle in der Geschichte von Morgan einnimmt. Er habe die Weichen für die weitere Entwicklung des Unternehmens gestellt:

“Morgan learned the lesson that the anticipation of a car’s dynamics is always based on its bodywork. So while a modern chassis always can successfully be dressed in retro bodywork, the reverse is seldom acceptable.”

„Morgan lernte, dass die Erwartung an die Leistung eines Autos immer von der Karosserie ausgeht. Während ein modernes Chassis ohne weiteres erfolgreich mit einer Karosserie im Retro-Design versehen werden kann, ist der umgekehrte Weg selten akzeptabel.“